# Folco Portinari

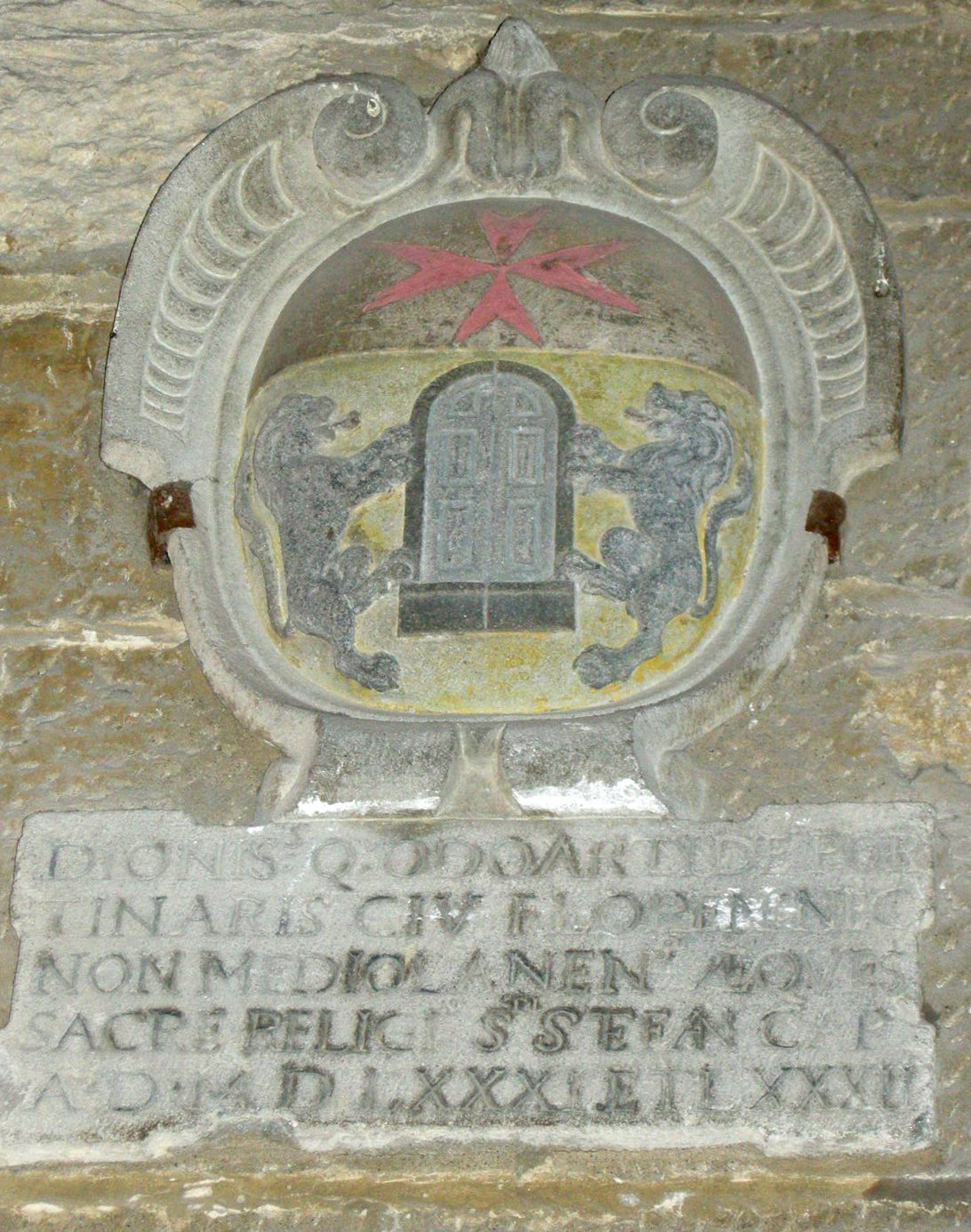
Armes des Portinari, palazzo dei Priori (Volterra)

Folco di Ricovero Portinari ou Foulque(s) Portinari, en français (né à Portico di Romagna à une date inconnue et mort le 31 décembre 1289 à Florence), est un banquier florentin du XIIIe siècle.

## Biographie
Folco Portinari a été prieur de Florence en 1282. Il est le père de Beatrice Portinari, personnage aimé par Dante et mentionné dans plusieurs de ses œuvres.  En 1285, il fait don d'une grande partie de ses biens à l'hôpital Santa Maria Nuova de Florence afin de construire une aile réservée aux femmes. Sa résidence à Florence se situait au Palais Portinari-Salviati. Il marie sa fille à Simon de Bardi dans les années 1270. Mort à Florence le  31 décembre 1289 , il est enterré dans l'église Santa Margherita dei Cerchi.